# 常建
常建（？—？），出生在邢台或长安（今陕西省西安市），唐朝著名的山水田园诗派诗人。

## 生平
开元十五年（727年），登李嶷榜进士，與王昌齡同榜。授职盱眙（今江苏省淮安市盱眙县）縣尉。因性格孤僻耿直，不攀附权贵，导致仕途失意，隐居于鄂州武昌（今湖北省），後去信王昌龄與张偾，一起隐居在鄂渚的西山。
常建的诗词语言清新自然，意境清幽澄澈。作品中流露出淡泊名利的隐士情怀。常建也有邊塞詩作品，如《吊王将军墓》“嫖姚北伐时，深入强千里。战余落日黄，军败鼓声死。”，描寫戰爭的殘酷。今存《常建诗集》3卷和《常建集》2卷。《全唐诗》录其诗五十七首。

## 评价
- 《河岳英灵集》：“建诗似初发通庄，却寻野径，百里之外，方归大道。所以其旨远，其兴僻；佳句辄来，惟论意表。”
- 欧阳修很喜欢常建的《题破山寺后禅院》诗：“竹径通幽处，禅房花木深。”，又說“欲效其語作一聯，久不可得，乃知造意者為難工也”。[6]
- 《四库全书总目》：“卓然与王、孟抗行者，殆十之六七”。